# Saulius Lapėnas
Saulius Lapėnas (ur. 14 marca 1962 w Możejkach) – litewski architekt i polityk, samorządowiec, poseł na Sejm Republiki Litewskiej (2000–2008).

## Życiorys
Po ukończeniu szkoły średniej kształcił się na wydziale architektury Wileńskiego Instytutu Inżynierii Budownictwa. Zaangażowany w działalność polityczną w Litewskiej SRR, był członkiem KPZR (1988–1989). W latach 1986–1989 sprawował urząd przewodniczącego miejskiego komitetu wykonawczego w Jurborku. Później przez rok był przewodniczącym Rejonowego Komitetu Wykonawczego w tym mieście.
Po rozpoczęciu transformacji ustrojowej założył firmę projektową, pracował również w założonym przez siebie spółce prawa handlowego jako architekt. W latach 1992–2000 był dyrektorem kolejnego przedsiębiorstwa. Został też aktywistą Rotary Club w Jurborku.
W 1995 wybrano go w skład rady rejonowej rejonu jurborskiego. Po raz kolejny mandat uzyskiwał w wyborach w 1997, 2000 i 2002. W 2000 przez krótki okres sprawował funkcję przewodniczącego komisji gospodarki lokalnej i przedsiębiorczości.
W 2000 został wybrany w skład Sejmu jako reprezentant okręgu nr 62 Jurbork z poparciem Litewskiego Związku Liberałów, którego członkiem i przewodniczącym lokalnego oddziału pozostawał od 1995. Po raz kolejny mandat uzyskał w 2004 z ramienia Związku Liberałów i Centrum, do której to partii należał od 2003. Był wiceprzewodniczącym Klubu Poselskiego LiCS. W 2008 z listy liberałów-centrystów bez powodzenia ubiegał się o reelekcję, przegrywając nieznacznie w swoim okręgu z socjaldemokratą Broniusem Paužą. W 2011 i w 2015 ponownie wybierany na radnego rejonowego, po odejściu z parlamentu dołączył do PartiI Pracy. W 2020 został wiceprzewodniczącym ugrupowania „Kartų solidarumo sąjunga – Santalka Lietuvai”.